# Bikkegudda Kaval, Gubbi
Bikkegudda Kaval là một làng thuộc tehsil Gubbi, huyện Tumkur, bang Karnataka, Ấn Độ.